# François Toussaint l'Ouverture
Pierre François Marie Dominique Toussaint de Bréda l'Ouverture (franska: [fʁɑ̃swa dɔminik tusɛ̃ luvɛʁtyʁ]), född 20 maj 1743 i Cap-Haitien på Saint-Domingue (nuvarande Haiti), död 7 april 1803 på fästningen Fort de Joux i La Cluse-et-Mijoux, Frankrike, ledde en av historiens mest framgångsrika slavuppror.
Under den Haitiska revolutionen vann han flera militära segrar, och hjälpte sedan till att utveckla upproret till en revolutionär rörelse. År 1800 hade rörelsen förvandlat Saint-Domingue, den tidens mest välmående slavkoloni, till ett samhälle som uttryckligen garanterade lika möjligheter och lika behandling enligt lagen oberoende av hudfärg.

## Biografi
l'Ouverture föddes som slav på en plantage som ägdes av greven av Breda, vars efternamn han också tog. Han levde under relativt humana förhållanden fram till sin frigivning 1776 och hade gjort sig ett namn som ryttare och botaniker då den franska revolutionens effekter nådde Haiti. 
Revolutionens ledare i Paris, inspirerade av Rousseau och Thomas Paine deklarerade att alla män var fria. Men plantageägarna bekämpade förslaget och år 1791 valde revolutionärerna att bordlägga frågan om ett avskaffande av slaveriet. Detta ledde 1791 till omfattande slavuppror på Haiti, som då var en fransk koloni under namnet Saint-Domingue.
År 1793 allierade sig l'Ouverture med Spanien, som höll den östra delen av ön Hispaniola som Haiti ligger på (dagens Dominikanska republiken). Spanien var då i krig med Frankrike, i en del av franska revolutionskrigen. Senare samma år invaderade även Storbritannien Saint-Domingue och besatte kusterna.
4 februari 1794 ratificerade det jakobindominerade nationalkonventet ett erbjudande om frigivning för alla slavar som var lojala mot revolutionen. Erbjudandet hade lagts fram av republikens utsände Léger-Félicité Sonthonax 29 augusti 1793. Detta ledde till att l'Ouverture tog med sig sina styrkor till den franska revolutionära armén, där han blev brigadgeneral. Han besegrade Storbritannien och Spanien i flera slag, och blev i praktiken Saint-Domingues ledare. Han förklarade sig dock lojal mot den franska första republiken. 1801, när han även hade erövrat den spanska delen av Hispaniola, utropade han en konstitution för ett autonomt Haiti.
Mellan juni 1799 och mars 1800 besegrade han André Rigaud i vad som blivit känt som Knivarnas krig. 
När Napoleon Bonaparte blev Frankrikes ledare började han sträva efter att återinföra slaveriet i Saint-Domingue. I maj 1802 kapitulerade l'Ouverture till Napoleons styrkor (ledda av Charles Leclerc, Napoleons svåger) på villkor att han fick behålla sin frihet och att hans trupper skulle införlivas i den franska armén. 
Leclerc bröt dock sitt löfte och tillfångatog l'Ouverture en månad senare. L'Ouverture fördes till Frankrike, där han i princip mördades genom köld, hunger och vanvård på fästningen Fort de Joux i Jurabergen 1803.
Många år senare vid Napoleons exil på Sankt Helena tillfrågades han om det övergrepp, som l'Ouverture utsatts för. Han lär ha svarat "Vad skulle döden för en eländig neger betyda för mig?" L'Ouvertures död innebar dock inte slutet för befrielsekampen. 1 januari 1804 utropade Jean-Jacques Dessalines den nya staten Haitis självständighet. Samtidigt sålde Napoleon andra besittningar i Amerika.
L'Ouvertures levnadsöde beskrivs i romanen Den svarte generalen av Göran Lundin (Ordfront 1982).